# Грингмут, Владимир Андреевич
Влади́мир Андре́евич Гри́нгмут (также — Вальдемар Грингмут; 3 [15] марта 1851, Москва — 28 сентября [11 октября] 1907, Москва) — русский политический деятель, историк и публицист консервативного толка, ближайший идейный сторонник В. Л. Величко. Действительный статский советник (с 1890 года). Монархист, член Русского собрания, основатель Русской монархической партии, один из главных идеологов черносотенного движения в царской России. Главный редактор газеты «Московские ведомости».

## Биография
Родился 3 (15) марта 1851 года в Москве в семье силезского немца лютеранского вероисповедания Христиана Виллибальда Генриха (Андрея Ивановича) Грингмута (1815—1870), родом из Шпроттау, заведующего кафедрой классической филологии Бреславльского университета в Силезии и переехавшего в Москву по приглашению попечителя московского учебного округа графа С. Г. Строганова в начале 1840-х годов (в Москве А. И. Грингмут был учителем в частной мужской гимназии Цима и в женском пансионе Брок). Дед Владимира Грингмута по отцовской линии служил бургомистром города Лигнице. Мать В. А. Грингмута — Берта фон Соколовски (Берта Петровна Соколовская) была дочерью директора Прохоровской Трёхгорной мануфактуры и преподавала музыку в Лицее в память цесаревича Николая. После переезда в Москву семья продолжала исповедовать лютеранство.
В 1866—1870 годах был вольнослушателем на историко-филологическом факультете Московского университета. С 1871 года начал публицистическую деятельность. С 1872 года — учитель; с 1874 года преподавал древнегреческий язык в Катковском лицее (Лицей в память Цесаревича Николая), в 1894—1896 гг. — директор этого лицея. В 1876 году принял русское подданство; в 1878 году принял православие. В 1875 году венчался (в записи о венчании записан уже православным и русским подданным) с Любовью Дмитриевной Змеевой, дворянкой из Рязанской губернии, дочерью надворного советника.
Сотрудничал в консервативных органах печати: издававшихся М. Н. Катковым газете «Московские ведомости» и журнале «Русский вестник», журнал-газете князя Мещерского «Гражданин», журнале «Русское обозрение». Действительный статский советник (1890).
С 1896 года до конца жизни — редактор «Московских ведомостей». После манифестов Николая II от 18 февраля 1905 г. (о выборах в Думу и «К русским людям» — с призывом поддержать самодержавие) Грингмут выдвигает идею создания правомонархической партии, ядром которой стал кружок, образовавшийся вокруг «Московских ведомостей». Создание Русской монархической партии было официально провозглашено на учредительном съезде 6 октября 1905 г.; это была первая черносотенная партия в истории России. В ноябре 1905 г. РМП и ряд других мелких черносотенных организаций объединились во Всенародный Русский Союз, одним из вождей которого стал Грингмут. Также Грингмут состоял членом Русского собрания.

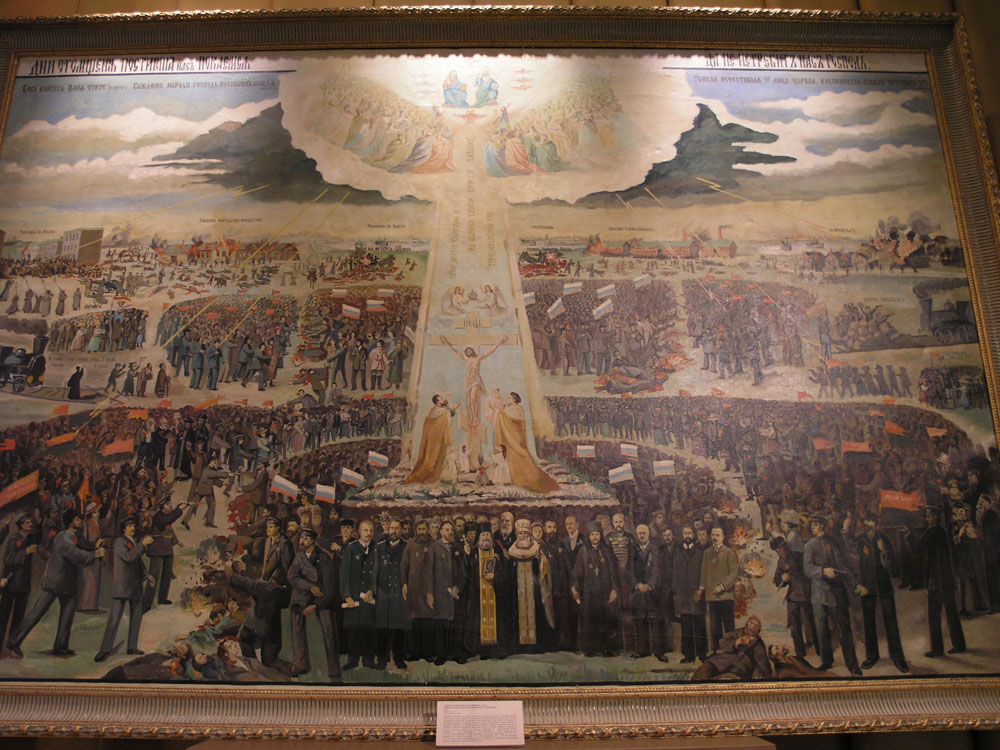
Картина «Дни отмщения постигоша нас... покаемся да не истребит нас Господь», 1905—1907 год, предположительно авторство Майков, Аполлон Аполлонович (его изображение присутствует на картине). Государственный музей истории религии. На картине, по-видимому, рукой автора надписано: «Ныне по примеру ангелов защищают Царскую власть от бесов главные учредители Союза Русского Народа: 1 — игумен Арсений; 2 — протоиерей Иоанн; 3 — А. Дубровин; 4 — И. Баранов; 5 — В. Пуришкевич; 6 — Н. Ознобишин; 7 — В. Грингмут; 8 — князь Щербатов; 9 — П. Булацель; 10 — Р. Трегубов; 11 — Н. Жеденов; 12 — Н. Большаков; 13 — о. Илиодор. В священных книгах сказано, что когда люди уклонялись в идолопоклонство, Бог истреблял их».

В 1905 году вместе с художником Аполлоном Майковым основал «Союз русского народа» (СРН).
Грингмут считал главной причиной революции 1905 года и разрыва между правящей элитой и народом деятельность санкт-петербургской бюрократии. Он обличал «сиятельного авантюриста» С. Ю. Витте. Грингмут опубликовал в 1906 году в «Московских ведомостях» руководство черносотенца-монархиста, в 1907 году опубликовал фельетон «Блокнот профессора Баррикадова». В демократической печати его имя стало синонимом рьяного черносотенца, погромщика и обскуранта.
20 сентября 1907, несмотря на запрет врача, больной Грингмут поехал в Рязань на встречу с единомышленниками. Вернувшись, он слег с воспалением легких и 28 сентября скончался. Отпевание 1 октября в церкви Епархиального дома в Лиховом переулке возглавил митрополит Московский и Коломенский (позднее священномученик) Владимир (Богоявленский) в сослужении своих викариев Трифона (Туркестанова), Серафима (Голубятникова), Анастасия (Грибановского), в службе соборно участвовали 3 епископа, 4 архимандрита, протопресвитер Успенского собора Кремля, 33 протоиерея и священника; присутствовали московский генерал-губернатор и командующий войсками округа генерал-лейтенант С. К. Гершельман и некоторые другие официальные лица
Грингмут был похоронен на кладбище московского Скорбященского монастыря. 8 мая 1910 на его могиле был освящен крест-памятник, исполненный по рисунку знаменитого русского художника Виктора Васнецова. На памятнике были высечены предсмертные слова Грингмута: «Православные русские люди, собирайтесь, объединяйтесь, молитесь». После революции крест и могила были уничтожены.

## Культурный вклад
При жизни Грингмут был известен не только как политический деятель, но и как театральный критик, филолог и педагог, знаток греческого языка и литературы, популяризатор идеи всеобщего образования в России. На протяжении жизни поддерживал дружеские отношения с В. М. Васнецовым, М. Н. Катковым, П. М. Леонтьевым.
Будучи литературным критиком, привлёк внимание общественности очерками о К. Н. Леонтьеве, в которых с ним полемизировал. Как политический деятель нередко подвергался критике за «монополизацию» патриотизма. Нарочитость патриотических сочинений Грингмута в предреволюционный период высмеивали А. В. Амфитеатров и В. В. Розанов.

## Политические взгляды
Грингмут был лидером той линии в черносотенстве, которая наиболее последовательно выступала за неограниченную монархию и отрицала всякие уступки парламентаризму. С 1905 года каждый второй номер «Московских ведомостей» имел (в подражание известной фразе Катона о разрушении Карфагена) подзаголовок: «А прежде всего Дума должна быть распущенной!» Грингмут — автор статьи «Руководство черносотенца-монархиста», которую считали «политическим катехизисом черносотенства». Именно Грингмут подхватил этот термин, ранее употреблявшийся исключительно как бранная кличка: «Враги самодержавия назвали „чёрной сотней“ простой, чёрный русский народ, который во время вооружённого бунта 1905 года встал на защиту самодержавного Царя. Почётное ли это название, „чёрная сотня“? Да, очень почётное. Нижегородская чёрная сотня, собравшаяся вокруг Минина, спасла Москву и всю Россию от поляков и русских изменников».
Согласно статье Грингмута, черносотенцы стремятся «к тому, чтобы воссоздалась могущественная, единая, неделимая Россия, и восстановилась грозная сухопутная и морская её сила; к тому, чтобы Россия управлялась Неограниченным Самодержавным Государем, и чтобы Государя от народа не отделяли ни чиновники, ни думцы; чтобы внутренний порядок и всестороннее, свободное развитие государственных и народных сил строго ограждались твёрдыми законами, на полное благополучие России и в согласии с её вековечными историческими основами». Он выступал даже против земств, предлагая заменить их властью уездных предводителей дворянства, с приданными им для совещания представителями от сословий. Грингмут выступал сторонником концепции «Москва — третий Рим», полагая, что в России «римское самодержавие, византийское православие и русская народность соединились в одно гармоническое, неразрывное целое». Россия, по его мнению, «должна стать великим самодовлеющим государством, не нуждающимся ни в нравственной, ни в материальной поддержке со стороны каких бы то ни было иноземных держав, но могущим, наоборот, оказать им, при случае, подобную поддержку (…) тогда она будет в качестве верховного, могущественного судьи в буквальном смысле „диктовать мир вселенной“… Власть будет покоиться в руках России, прочно и несокрушимо утвердившейся в обеих половинах своей империи и претворившей их в одно великое, не европейское и не азиатское, а православное, самодержавное, русское целое с богатою, своеобразною и разнообразною культурою»
Был принципиальным противником террора как метода борьбы; обращался к членам черносотенных организаций с призывом: «Никогда не смейте об этом (о политическом убийстве) и думать, помните, что всякий, кто борется за известную идею, никогда не будет убивать, иначе этим он распишется в том, что не верит в торжество своей идеи. Действительно жизнеспособная, действительно святая идея может орошаться кровью только своих приверженцев. Каждая новая жертва из наших рядов приближает нас к победе, но да будет стыдно тому, кто подумает поднять братоубийственную руку против своего врага: этим он наложит позорное пятно на наше святое дело! Мирным путём, устилая его нашими трупами и ни одной йоты не уступая из наших верований, мы дойдём до нашей цели, мы одержим победу».
В июне 1906 года вышла его статья «Руководство черносотенца-монархиста», которая в систематизированной и доступной для простого человека форме давала ответы на социально-политические вопросы современности. Указанный документ приводит следующий перечень «внутренних врагов России»: конституционалисты-демократы, социалисты, революционеры, анархисты и евреи.
Эти и другие радикальные взгляды Грингмута послужили причиной его привлечения в 1906 году к суду по обвинению в «возбуждении вражды одной части населения против другой».